# هضبة بوما
هضبة بوما هي منطقة تقع في شرق جنوب السودان، وتقع في مقاطعتي جونقلي وشرق الاستوائية. يسكنها شعوب أنواك ومورلي وتوبوسا. تحتوي على أراضي رطبة مهمة لحياة الطيور في المنطقة. الحياة البرية مهددة بسبب الرعي المفرط من قبل الماشية، وبإفراط القبائل المحلية في الصيد بالأسلحة النارية.
داخلها، تم إنشاء حديقة بوما الوطنية (2.280.000 هكتار) في عام 1977.
هضبة بوما هي أيضًا واحدة من الأماكن القليلة في العالم التي تنمو فيها القهوة العربية.
وهي قريبة من المرتفعات الإثيوبية.